# Pelayos
Pelayos ist ein kleiner Ort und eine westspanische Gemeinde (municipio) mit 72 Einwohnern (Stand: 2024) in der Provinz Salamanca in der Autonomen Gemeinschaft Kastilien-León. Neben dem Hauptort Pelayos gehören die Ortschaften Santa Teresa, Derrengada-Valhondos, Cañal und Velayos sowie die Wüstungen Romanas, Torre de Clemente de Abajo und Torre de Clemente de Arriba zur Gemeinde.

## Lage
Pelayos liegt etwa 45 Kilometer südsüdöstlich von Salamanca in einer Höhe von ca. 950 m. Im Süden der Gemeinde befindet sich der Stausee von Santa Teresa (Embalse de Santa Teresa).

## Bevölkerungsentwicklung
| Jahr      | 1900 | 1950 | 1960 | 1970 | 1981 | 1991 | 2001 | 2011 | 2021 |
| Einwohner | 475  | 543  | 574  | 305  | 180  | 103  | 74   | 119  | 80   |